# Marquesado de Castromonte
El marquesado de Castromonte es un título nobiliario español creado por el rey Felipe IV, por real despacho, el 12 de julio de 1663 a favor de Luis Francisco de Baeza Manrique de Lara, veinticuatro de Sevilla, provincial perpetuo de Dos Hermanas y caballero de la Orden de Santiago.

Situación de Castromonte, Valladolid

A este título el rey Carlos II le concedió la Grandeza de España en la persona de Juan de Baeza Manrique de Lara y Mendoza, II marqués de Castromonte el 3 de marzo de 1698.
Su denominación hace referencia a la localidad de Castromonte, Provincia de Valladolid.

## Marqueses de Castromonte
|                        | Titular                                                   | Periodo                |
| Creación por Felipe IV | Creación por Felipe IV                                    | Creación por Felipe IV |
| ---------------------- | --------------------------------------------------------- | ---------------------- |
| I                      | Luis Francisco de Baeza Manrique de Lara                  | 1663-1674              |
| II                     | Juan de Baeza y Mendoza Manrique de Lara                  | 1674-1706              |
| III                    | Luis Ignacio de Baeza y Mendoza                           | 1706-1706              |
| IV                     | Juan Alonso de Baeza Vicentelo y Manrique                 | 1706-1706              |
| V                      | Fernando de Baeza Vicentelo y Manrique                    | 1706-antes de 1720     |
| VI                     | José de Baeza Vicentelo y Manrique                        | antes de 1720-1770     |
| VII                    | Joaquín Lorenzo Ponce de León y Baeza                     | 1770-1807              |
| VIII                   | Antonio María Ponce de León Dávila y Carrillo de Albornoz | 1807-1826              |
| IX                     | Vicente Pío Osorio de Moscoso y Ponce de León             | 1826-1859              |
| X                      | María Rosalía Luisa Osorio de Moscoso y Carvajal          | 1859-1902              |
| XI                     | Vicente Pío Ruiz de Arana y Osorio de Moscoso             | 1902-1946              |
| XII                    | José Javier Ruiz de Arana y Fontagud                      | 1951-1972              |
| XIII                   | José María Ruiz de Arana y Montalvo                       | 1974-2004              |
| XIV                    | Inés Ruiz de Arana y Marone                               | 2005-actual titular    |

## Historia de los marqueses de Castromonte
- Luis Francisco de Baeza Manrique de Lara (m. Madrid, 21 de octubre de 1674), I marqués de Castromonte,[2] V señor de Estepar, señor de Escamilla, de Baeza y de Villanueva de Ovierna. Era hijo de Alonso de Baeza Manrique de Lara, natural de Burgos, IV señor de Estepar, señor de Escamilla, y de su esposa Mencía de Lara, natural de Sevilla.[3]

Casó en Madrid (San Sebastián) el 6 de noviembre de 1664 con Agustina Strata y Mendoza, II marquesa de Robledo de Chavela. Sin descendientes. Le sucedió su hermano:
- Juan de Baeza y Mendoza Manrique de Lara (Sevilla, 13 de diciembre de 1635-30 de marzo de 1706),  II marqués de Castromonte,[2][1] VI señor de Estepar, caballero de la Orden de Santiago y gentilhombre de cámara del rey Carlos II.[3]

Casó en primeras nupcias, en diciembre de 1673, con Inés Potocarrero y Mendoza, viuda del marqués de Guadalcázar, hija de Luis Andrés Fernández Portocarrero, I marqués de Almenara. Sin descendientes. Contrajo un segundo matrimonio, el 4 de diciembre de 1689, con Luisa María Carrillo Portocarrero de Toledo Aragón y Córdoba, VII marquesa de La Guardia. Sin descendientes. Le sucedió su sobrino, hijo de Alonso de Baeza y Manrique, caballero de la Orden de Santiago, veinticuatro de Sevilla y juez oficial de la Casa de Contratación de Sevilla:
- Luis Ignacio de Baeza y Mendoza (1662-4 de noviembre de 1706), III marqués de Castromonte.[1][7][8]

Casó, el 29 de diciembre de 1694, con Teresa Vicentelo y Silva, hija de Juan Antonio Vicentelo de Leca y Silva, III conde de Cantillana. Le sucedió su hijo:
- Juan Alonso de Baeza Vicentelo y Manrique (m. 18 de diciembre de 1706), IV marqués de Castromonte.[6][9][8] Sin descendencia. Le sucedió su hermano:

- Fernando de Baeza y Vicentelo (m. antes de 1720),[6] V marqués de Castromonte,[8] V conde de Cantillana,[9] VII señor de Cantillana, VII señor de Brenes y VII señor de Villaverde del Río.[9]

Sin descendencia, sucedió su hermano:
- José de Baeza y Vicentelo (m. 21 de febrero de 1770), VI marqués de Castromonte,[8][9]  X marqués de Montemayor, VIII marqués de Águila, VI conde de Cantillana,  VIII señor de Cantillana, VIII señor de Brenes, VIII señor de Villaverde del río, gentilhombre de cámara con ejercicio y embajador extraordinario.[9]

Sin descendencia, sucedió su sobrino, hijo de su hermana Ángela Dionisia (m. 1703), y de su esposo Miguel Jerónimo Ponce de León y Quesada, III conde de Garcíez y III vizconde de Santo Tomé.
- Joaquín Lorenzo Ponce de León y Baeza (Baeza, 21 de agosto de 1731-Madrid, 7 de abril de 1807), VII marqués de Castromonte,[8][9] grande de España, XI marqués de Montemayor, IX marqués de Águila, IV conde de Garcíez, VII conde de Cantillana,[9] gran cruz de Carlos III, etc.[9]

Casó en primeras nupcias, el 14 de julio de 1750, con María Josefa Dávila y Carrillo de Albornoz, III condesa de Valhermoso y III duquesa de Montemar, hija de José Lorenzo Dávila, III conde de Valhermoso y de María Magdalena Carrillo de Albornoz y Antich, II duquesa de Montemar. Contrajo un segundo matrimonio, el 8 de abril de 1787, con María Mercedes Belvís de Moncada, hija de Pascual Benito Belvís de Moncada e Ibáñez, II marqués de Bélgida, XIII marqués de Mondéjar etc., y de Florencia Pizarro de Aragón Piccolomini y Vargas Carvajal (alias Pizarro y Heredia), VII marquesa de Adeje, marquesa de Orellana la Vieja, III marquesa de San Juan de Piedras Albas, condesa de La Gomera. Sin descendientes. Le sucedió, de su primer matrimonio, su hijo:
- Antonio María Ponce de León Dávila y Carrillo de Albornoz (1757-8 de mayo de 1826), VIII marqués de Castromonte,[6] IV duque de Montemar,[10] dos veces grande de España XII marqués de Montemayor, X marqués de Águila, IV conde de Valhermoso, caballero de la Orden de Carlos III y del Toisón de Oro.

Casó en 1778, en Aranjuez, con María Luisa de Carvajal y Gonzaga, hija de Manuel Bernardino de Carvajal y Zúñiga (1739-1783), V duque de Abrantes, VI duque de Linares, VI marqués de Puerto Seguro, V marqués de Sardoal, XII marqués de Aguilafuente, etc., y de su esposa María Micaela Gonzaga de Caracciolo, princesa del Santo Imperio Romano y de la soberana casa de Mantua. Le sucedió su nieto, hijo de María del Carmen Ponce de León y Carvajal (n. Jaén, 29 de marzo de 1780), V condesa de Garcíez y de Vicente Isabel Osorio de Moscoso y Álvarez de Toledo, X duque de Sanlúcar la Mayor, VII duque de Atrisco, VIII duque de Medina de las Torres, XV duque de Sessa, XIII duque de Soma, XII duque de Baena, XVI duque de Maqueda, XVI marqués de Astorga etc.
- Vicente Pío Osorio de Moscoso (Madrid, 1 de agosto de 1801-22 de febrero de 1864),  IX marqués de Castromonte,[6] VIII duque de Atrisco,[14] XIII duque de Baena,[15] X duque de Medina de las Torres,[16] X duque de Montemar,[10] XII duque de Sanlúcar la Mayor,[17] XIV duque de Soma,[18] XV duque de Sessa,[19] XVII marqués de Astorga,[20] IX marqués de Castromonte,[6] IX marqués de Leganés,[21] XVII duque de Maqueda,[22] XI marqués de Velada,[23] XIII conde de Altamira,[24] XIX conde de Cabra,[25] XII marqués de Águila,[13] XII marqués de Almazán,[13] XV marqués de Ayamonte,[26] XIX marqués de Elche,[13] IX marqués de Mairena,[13] IX marqués de Monasterio,[13] XIII marqués de Montemayor,[13] VIII marqués de Morata de la Vega,[13] XIII marqués de Poza,[13] X marqués de la Villa de San Román,[13] XI marqués de Villamanrique,[13] X conde de Arzarcóllar,[13] XV conde de Avelino,[13] VI conde de Garcíez,[13] XII conde de Lodosa,[13] XVII conde de Monteagudo de Mendoza,[13] XX conde de Nieva,[13] XIV conde de Oliveto,[13] XVI conde de Palamós,[13] XI conde de Saltés,[13] XVIII conde de Santa Marta de Ortigueira,[13] XIX conde de Trastámara,[13] XV conde de Trivento,[13] V conde de Valhermoso,[13] XXIV vizconde de Iznájar,[13] XXV barón de Bellpuig,[13] XV barón de Calonge,[13] XVI barón de Liñola,[13] X señor y príncipe de Aracena, XXV y último señor de Turienzo y XX y último señor de Villalobos, XVIII alférez mayor hereditario del pendón de la divisa del rey, comendador mayor de la Orden de Alcántara, caballero de la Orden de Carlos III, sumiller de corps del rey, gran canciller del consejo de Hacienda, presidente del real cuerpo de nobleza de Madrid[13] y senador por la provincia de León (1843-1845) y vitalicio (1845-1850).[27]

Casó en 1821, en Madrid, con María Luisa de Carvajal Vargas y Queralt, hija de José Miguel de Carvajal y Vargas, II duque de San Carlos, VI conde de Castillejo, IX conde del Puerto y de su segunda mujer María Eulalia de Queralt y de Silva, hija de Juan Bautista de Queralt, de Silva y de Pinós, VII marqués de Santa Coloma y de María Luisa de Silva VII marquesa de Gramosa y XV condesa de Cifuentes. Le sucedió su nieta, hija de José María Osorio de Moscoso y Carvajal, XVIII duque de Maqueda, XVI duque de Sessa,, XVIII marqués de Astorga, XIV conde de Altamira, XX conde de Cabra, VI duque de Montemar,  XIII marqués del Águila,, etc. y de su esposa, la infanta Luisa Teresa de Borbón y nieta del infante Francisco de Paula de Borbón: En 1859, sucedió su hija a quien cedió el título:
- María Rosalía Luisa Osorio de Moscoso y Carvajal (París, 18 de marzo de 1840-.)-Madrid, 19 de noviembre de 1918), X marquesa de Castromonte,[6] XIV duquesa de Baena,[30] condesa de Nieva, dama de honor de la reina Isabel II y dama de la reina María de las Mercedes de Orleans y de María Cristina de Habsburgo-Lorena.[31]

Casó, el 25 de febrero de 1859, con José María Ruiz de Arana y Saavedra, VIII conde de Sevilla la Nueva y vizconde de Mamblas. Cedió el título a su hijo que le sucedió en 1902:
- Vicente Pío Ruiz de Arana y Osorio de Moscoso (6 de julio de 1864-18 de enero de 1946),[32] XI marqués de Castromonte,[6] XXIII conde de Priego,  XI conde de Lodosa, dos veces grande de España.[33]

Contrajo matrimonio el 27 de enero de 1893, en Madrid, con Elena de Fontagud y Aguilera (1868-1925), Sucedió su hijo en 1951:
- José Javier Ruiz de Arana y Fontagud (Madrid, 15 de abril de 1898[5]-Madrid, 14 de abril de 1972), XII marqués de Castromonte,[6] IV marqués de Brenes y maestrante de Zaragoza.[5]

Casó, el 10 de diciembre de 1927, con Carmen Montalvo y Orovio, hija de José de Jesús Montalvo y de la Cantera, VI conde de Casa Montalvo. Le sucedió su hijo:
- José María Ruiz de Arana y Montalvo (1933-30 de abril de 2004), XIII marqués de Castromonte,[6] XVII duque de Baena,[34] XVII duque de Sanlúcar la Mayor, XV marqués de Villamanrique, V marqués de Brenes, XI conde de Sevilla la Nueva y V vizconde de Mamblas.

Casó, el 22 de abril de 1967, con María Teresa Marone y Borbón, hija de Enrico Marone Cinzano y de María Cristina de Borbón y Battenberg, hija de Alfonso XIII). Le sucedió su hija:
- Inés Ruiz de Arana y Marone (n. en 1973), XIV marquesa de Castromonte[6][35] y VI marquesa de Brenes.[36]